# 克林格斯巴赫河

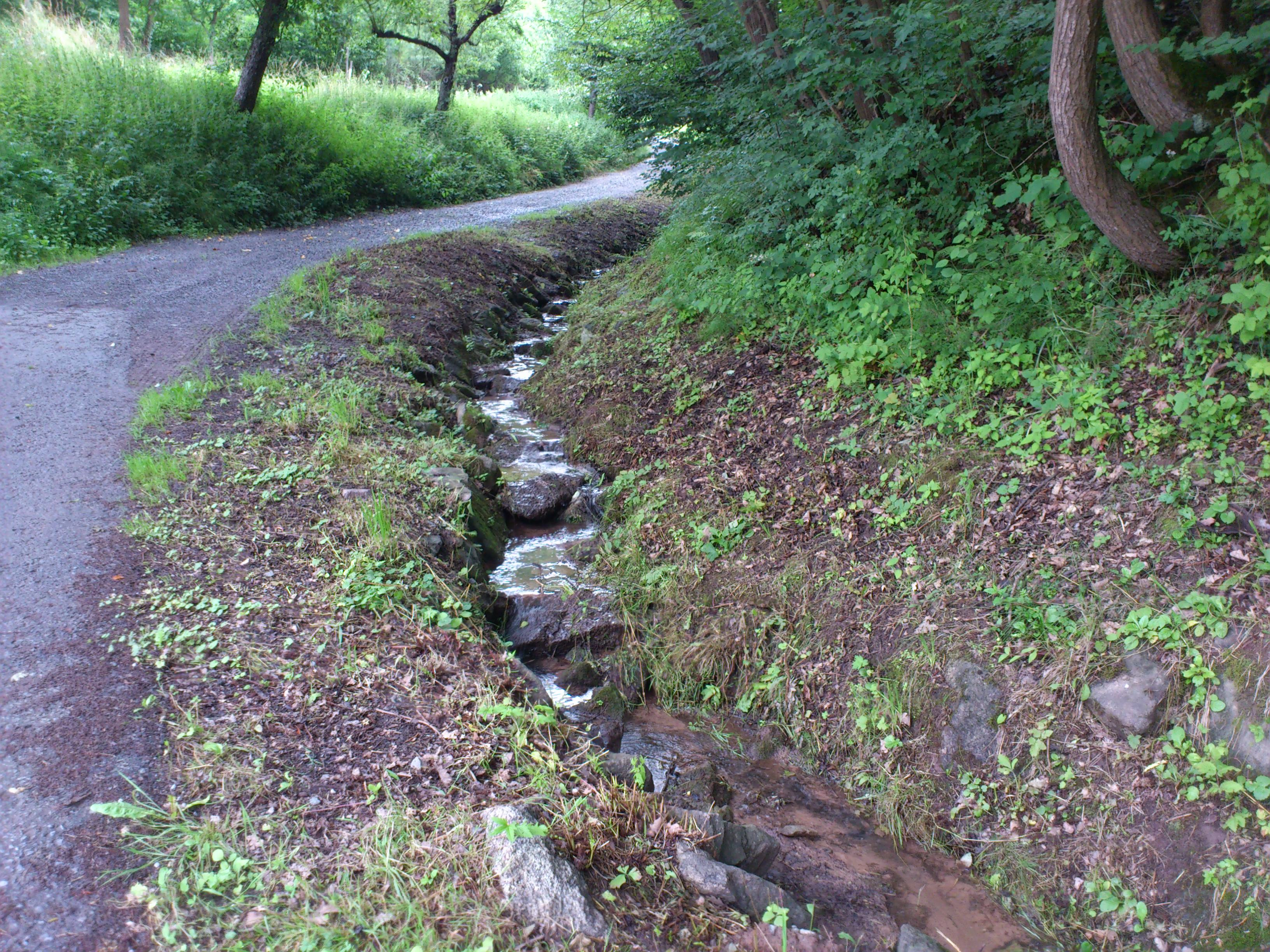

49°56′51.16″N 9°12′9.73″E / 49.9475444°N 9.2027028°E
克林格斯巴赫河（德語：Klingersbach），是德國的河流，位於該國東南部，由巴伐利亞負責管轄，屬於亨斯巴赫河的右支流，河道全長1公里，流域面積0.5平方公里。